# Nowotwory kości
Nowotwory kości mogą być pierwotne i przerzutowe, nowotwory pierwotne dzielą się na łagodne i złośliwe. Pierwotne nowotwory kości są rzadkie, stanowią zaledwie około 1% wszystkich nowotworów człowieka; mogą się różnicować w kierunku tkanki kostnej (nowotwory kościotwórcze) bądź tkanki chrzęstnej (nowotwory chrzęstotwórcze), albo nie należeć do żadnej z tych grup, jak mięsak Ewinga. Najczęstszymi zmianami nowotworowymi kości są przerzuty.

## Nowotwory łagodne
Nowotwory łagodne kościotwórcze spotykane w kościach to (według malejącej częstości występowania):
- kostniak (osteoma)
- kostniak kostninowy (osteoid osteoma)
- kostniak zarodkowy (osteoblastoma)

Nowotwory łagodne chrzęstnotwórcze:
- wyrośl chrzęstno-kostna (exostosis osteocartilaginea, osteochondroma)
- chrzęstniak (chondroma)

Pozostałe nowotwory łagodne kości:
- guz olbrzymiokomórkowy (tumor gigantocellularis ossis, osteoclastoma)
- torbiel tętniakowata (cystis aneurysmatica ossis).

## Nowotwory złośliwe
Najczęściej spotykane złośliwe nowotwory kościotwórcze kości to:
- mięsak kościopochodny (osteosarcoma)
- szkliwiak (adamantinoma)
- guz olbrzymiokomórkowy kości (tumor gigantocellularis ossis, osteoclastoma).

Nowotwory złośliwe chrzęstnotwórcze:
- chrzęstniakomięsak (chondrosarcoma)

Pozostałe nowotwory złośliwe kości:
- mięsak Ewinga (sarcoma Ewingi).

## Nowotwory przerzutowe
Nowotwory przerzutowe do kości nierzadko są powodem pierwszych objawów dotychczas nieujawniającego się nowotworu. W zasadzie każdy nowotwór złośliwy może przerzutować do kości, najczęściej są to:
- rak sutka,
- rak stercza,
- rak nerki,
- rak tarczycy,
- rak żołądka,
- rak drobnokomórkowy płuca,
- nerwiak płodowy (u dzieci).